# FC Lalenok United
Der Lalenok United Futebol Clube ist ein osttimoresischer Fußballverein der in der Hauptstadt Dili beheimatet ist. 

## Geschichte
Der Verein wurde im Oktober 2016 gegründet von Zenilda Gusmão, der Tochter des Politikers Xanana Gusmão, und ihrem Mann Pedro Belo, einem hochrangigen Polizeioffizier. Ursprünglich war im Gespräch, dass die Mannschaft bereits 2017 in der Segunda Divisão antreten sollte. Im Januar 2017 gab es sogar Vorbereitungsspiele gegen andere Mannschaften. Stattdessen wurde dann über die Schaffung einer dritten Liga nachgedacht, an der auch der FC Lalenok United teilnehmen sollte. Schließlich wurde er zusammen mit elf anderen Vereinen am 20. April 2017 von der Liga Futebol Amadora (LFA) offiziell registriert. Die zwölf Mannschaften spielten dann vom 16. bis zum 31. März 2017 in einem Qualifikationsturnier um den Einzug in die LFA Segunda Divisão 2018. Der FC Lalenok United erreichte mit zwei Siegen schließlich die Spielberechtigung für die zweite Liga.
In der Saison 2018 gelang mit Platz 2 gleich der Aufstieg in die Liga Futebol Amadora Primeira Divisão.
Beim Landespokal Taça 12 de Novembro 2018 scheiterte man in der zweiten Hauptrunde.

## Erfolge
- Osttimoresischer Meister: 2019
- Osttimoresischer Pokalsieger: 2019, 2020
- Osttimoresischer Supercup-Sieger: 2019